# Живых, Людмила Филипповна
Людмила Филипповна Живы́х (3 октября 1931, Москва — 4 ноября 2006, Петрозаводск) — российская актриса театра, театральный деятель, Заслуженная артистка Карельской АССР (1970), Заслуженная артистка РСФСР (1974), Народная артистка Карельской АССР (1982), Народная артистка РСФСР (1991).

## Биография
После окончания в 1956 году Театрального училища имени Б. Щукина работала актрисой в Центральном доме Советской Армии.
В 1958—1960 годах — актриса Новосибирского драматического театра «Красный факел».
В 1961—1988 годах — актриса Русского драматического театра Карельской АССР (Петрозаводск).
В 1988—2006 годах — актриса Театра «Творческая Мастерская» (Петрозаводск).
В 1991—2006 годах — председатель Союза театральных деятелей Карелии.
Основные роли
- Даша, «Княжны» А. Мишарина (1988)
- Дотли Отли, «Привидения на старой мельнице» М. Фрейна (1989)
- Сара Бернар, «Игра о Саре Бернар» Д. Марелла (1991)
- Мод, «Гарольд и Мод» Ж. Карьера и К. Хиггинса (1992)
- Тельма Гейтс, «Спокойной ночи, мама» (1993)
- Королева Мария, «Король умирает» Э. Ионеско (1995)
- миссис Сэвидж, «Странная миссис Сэвидж» Дж. Патрика (1997)
- Капа Гущина, «Вдовий пароход» И. Грековой и П. Лунгина (2000)
- Леонора, «Лео и Леонора» по пьесе А. Миллера «Я ничего не помню» (2001)
- Варвара Петровна Ставрогина, «Бесы» по одноимённому роману Ф. М. Достоевского (2001)
- Шарлотта, «Вишнёвый сад» А. П. Чехова (2002)
- Лошадь Сестричка, «Очень простая история» М. Ладо (2004)
- Тётя Дуня, «Ангел с нечётным номером» И. Жуковой (2004)
- Маривонн Дюпре, «Squat, или Тайна сестёр Фижак» Ж.-М. Шевре (2005).

## Награды
- Орден Почёта (1 апреля 1999 года) — за заслуги в области культуры и искусства, большой вклад в укрепление дружбы и сотрудничества между народами, многолетнюю плодотворную работу[2].
- Народная артистка РСФСР (1991).
- Заслуженная артистка РСФСР (1974).
- Народная артистка Карельской АССР (1982).
- Заслуженная артистка Карельской АССР (1970).
- Почётный гражданин Республики Карелия (1999).
- Почётный гражданин Петрозаводска (2003).
- Лауреат Российской Национальной театральной премии «Золотая маска» в номинации «За честь и достоинство» (2003).
- Лауреат премии Главы Республики Карелия «Сампо».
- Благодарность Президента Российской Федерации (3 декабря 2001 года) — за большой вклад в развитие театрального искусства[3].